# Herrnwies (Sankt Wolfgang)
Herrnwies ist ein Gemeindeteil von St. Wolfgang im oberbayerischen Landkreis Erding.

## Lage
Die Einöde Herrnwies liegt 2,6 Kilometer südöstlich des Rathauses des Gemeindehauptorts Sankt Wolfgang.

## Bevölkerungsentwicklung
Um 1871 gab es in Herrnwies zehn Einwohner. In der Nachkriegszeit des Ersten Weltkriegs stieg die Bevölkerungszahl um 1925 auf 16 Einwohner. Im Mai 1987 lebten dort elf Einwohner in zwei Wohngebäuden.
| Jahr      | 1871 | 1924 | 1950 | 1970 | 1987 |
| Einwohner | 10   | 16   | 13   | 10   | 11   |